# Brygada Zapasowa Wojsk Litwy Środkowej
Brygada Zapasowa Wojsk Litwy Środkowej – brygada Wojska Litwy Środkowej.

## Historia brygady
Na podstawie rozkazu Nr 4 Naczelnego Dowódcy Wojsk Litwy Środkowej z dnia 24 lutego 1921 roku dotychczasowy I Korpus został przemianowany na Grupę Wojsk Litwy Środkowej. Dwa dni później generał podporucznik Antoni Longin Baranowski pełniący czasowo, w zastępstwie, obowiązki dowódcy Grupy wydał rozkaz organizacyjny Nr 1, w którym nakazał szefowi sztabu, podpułkownikowi Sztabu Generalnego Ludwikowi Lichtarowiczowi przeprowadzić reorganizację korpusu. Wspomniana reorganizacja miała być przeprowadzona do 1 marca 1921 roku na następujących zasadach: 
- Brygada Zapasowa została rozformowana,
- wszystkie bataliony zapasowe zostały podporządkowane dowódcom pułków piechoty,
- ogólny nadzór nad batalionami zapasowymi sprawować mieli dowódcy 1 i 2 Dywizji Piechoty Litewsko-Białoruskiej,
- Kadra Oddzielnego Batalionu Zapasowego została przemianowana na Batalion Zapasowy Strzelców Wojsk Litwy Środkowej, czasowo podporządkowany dowódcy Grupy Wojsk Litwy Środkowej,
- Bateria Zapasowa podporządkowana Inspektorowi Artylerii Grupy Wojsk Litwy Środkowej,
- Szkoła Podoficerska Brygady Zapasowej weszła w skład Szkoły Podoficerskiej funkcjonującej przy Oddziale III Sztabu Grupy Wojsk Litwy Środkowej,
- Szwadron Zapasowy został podporządkowany bezpośrednio dowódcy Brygady Kawalerii, a pod względem gospodarczym przydzielony do Pułku Ułanów Grodzieńskich,
- Kompania Sztabowa została oddana do dyspozycji dowódcy 1 Dywizji Piechoty Litewsko-Białoruskiej,
- Komisja Gospodarcza została oddana do dyspozycji dowódcy 2 Dywizji Piechoty Litewsko-Białoruskiej,
- Pluton Taborowy ze wszystkimi końmi oraz pozostałości sztabu brygady zostały oddane do dyspozycji dowódcy 2 Dywizji Piechoty Litewsko-Białoruskiej,
- dowódca brygady, podpułkownik Bronisław Bohaterewicz został czasowo w zastępstwie dowódcą 2 Dywizji Piechoty Litewsko-Białoruskiej[1].

## Organizacja brygady
- Dowództwo Brygady Zapasowej
- Kompania Sztabowa
- Komisja Gospodarcza Brygady Zapasowej
- Pluton Taborowy
- Wileński Batalion Zapasowy → Wileński Pułk Strzelców
- Miński Batalion Zapasowy → Miński Pułk Strzelców
- Nowogródzki Batalion Zapasowy → Nowogródzki Pułk Strzelców
- Grodzieński Batalion Zapasowy → Grodzieński Pułk Strzelców
- Święciański Batalion Zapasowy → Kowieński Pułk Strzelców
- Oszmiański Batalion Zapasowy → Lidzki Pułk Strzelców
- Kadra Oddzielnego Batalionu Zapasowego → Batalion Zapasowy Strzelców Wojsk Litwy Środkowej
- Szwadron Zapasowy → Brygada Jazdy
- Bateria Zapasowa → Inspektorat Artylerii Grupy Wojsk Litwy Środkowej
- Szkoła Podoficerska Brygady Zapasowej